# 尼圭利亚
尼圭利亚（西班牙語：Nigüella，法語發音：[niˈɣweʎa]）是西班牙阿拉贡自治区萨拉戈萨省的一个市镇。总面积30平方公里，总人口98人（2001年），人口密度3人/平方公里。